# キルヒレンゲルン
キルヒレンゲルン（ドイツ語: Kirchlengern、低地ドイツ語: (Kirk-)Liörnern）は、ドイツ連邦共和国ノルトライン＝ヴェストファーレン州北東部のヘルフォルト郡（デトモルト行政管区）に属す町村（以下、本項では便宜上「町」と記述する）である。この町は、ビーレフェルトの北約 25 km に位置する。自治体キルヒレンゲルンが現在の町域を得たのは1969年からであるが、キルヒレンゲルンの集落は1150年にはすでに最初の記録が遺されている。

## 地理

### 位置
キルヒレンゲルンは、ヴェーザーベルクラントの麓にあたるラーフェンスベルガー丘陵に位置し、町域北部はヴィーエン山地の支脈に達する。南部はエルゼ川およびヴェレ川の低地である。この2つの川は町の東側でレーネとの町境の一部をなしており、町境上で合流する。合流点は海抜 52 m で、この町の最低地点である。最高地点は町の南部に位置する「カーレベルク」（レースベルク）の海抜 148 m である。町域の北部は町境の海抜 123 m 程度まで上昇する。最寄りの大都市は、25 km 南のビーレフェルトと 40 km 西に位置するオスナブリュックである。この町は郡庁所在地のヘルフォルトの北 10 km、レーネの西 5 km、ビュンデの東 4 km に位置している。

### 川、水域
町内を西から東にエルゼ川が流れており、東の町境で南西から流れてきたヴェレ川と合流する。ヴェレ川は最終的にはヴェーザー川に注ぐ。エルゼ川やヴェレ川には、北のヴィーエン山地から流れ降る多くの小川が注ぎ込む。たとえば、レーマーロー＝メンニヒヒュッファー・ミューレンバッハは、この町の北部を流れて、レーネでヴェレ川に合流する。ヒデンハウゼンやエンガーを流れるブラントバッハ川は、レーベルクの西でエルゼ川に合流する。

### 地質学
キルヒレンゲルンの町域は、自然環境上はラーフェンスベルガー盆地に属す。ラーフェンスベルガー盆地は、海抜50 m から 140 m の間で緩やかに起伏する丘陵地である。多くの小さな谷（ジーケと呼ばれる）が、しばしば突然に深く切れ込んでいる。

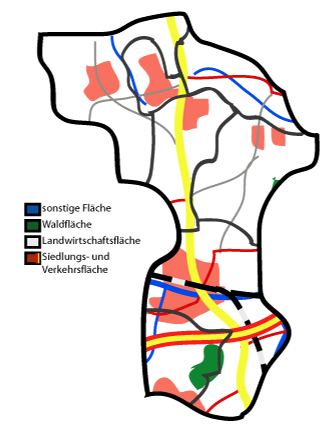
キルヒレンゲルンの土地利用図。赤が住宅・交通用地、白が農業用地、緑が森である。

### 土地利用
キルヒレンゲルンの面積は 33.78 km2 で、これよりわずかに小さなヒデンハウゼンに次いでヘルフォルト郡で2番目に狭い自治体である。町の形は南北の長さが 10 km、東西の幅は最大 6.5 km で、かなり細長い。
キルヒレンゲルンは古くからの入植地で、昔から農業に利用されてきた。町域の南部は、ビュンデ、ヒデンハウゼン、レーネとほぼ一体化している。町の北部は比較的人口密度が低いが、ここでも、町内全域がそうであるように、森は極めて希である。町内の肥沃な黄土地域では、穀物やトウモロコシ、アブラナが栽培されている。以下の表に土地利用の詳細を示す。
| 土地利用別面積 | 住宅地・交通用地 | 農業用地 | 森林 | 水域 | その他 |
| -------------- | ---------------- | -------- | ---- | ---- | ------ |
| 面積 (ha)      | 1,016            | 2,060    | 244  | 49   | 9      |
| 占有率         | 30.1%            | 61.0%    | 7.2% | 1.4% | 0.3%   |

### 隣接する市町村
キルヒレンゲルン町は、北はヒュルホルスト（ミンデン＝リュベッケ郡）、東はレーネ、南はヒデンハウゼン、西はビュンデ（ヘルフォルト郡）と境を接している。

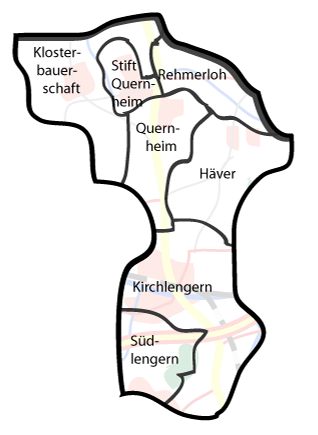
キルヒレンゲルンの町区地図

### 自治体の構成
この町は、7つの地区で構成されている。この中でキルヒレンゲルン地区が最大の地区である。この地区は、1969年に当時アムト・キルヒレンゲルンに属していた町村が合併して形成されたこの町の名前の由来となった。それまで独立した町村であったジュートレンゲルンは、ヘルフォルト郡の創設に伴い、キルヒレンゲルン（ジュートレンゲルン＝ドルフ）とビュンデ（ジュートレンゲルン＝ハイデ）とに分割された。グート・オーバーベーメ周辺は非公式な集落オーバーベーメを形成している。
| 地区名             | 地区名                         | 人口 （2012年12月31日現在） | 面積 (km2) | 人口密度 （人/km2） |
| ------------------ | ------------------------------ | --------------------------- | ---------- | ------------------- |
| Häver              | ヘーファー                     | 1,840                       | 5.06       | 364                 |
| Kirchlengern       | キルヒレンゲルン               | 5,856                       | 9.51       | 616                 |
| Klosterbauerschaft | クロスターバウエルシャフト     | 2,508                       | 7.28       | 345                 |
| Quernheim          | クヴェルンハイム               | 1,489                       | 3.86       | 386                 |
| Rehmerloh          | レーマーロー                   | 188                         | 3.03       | 62                  |
| Stift Quernheim    | シュティフト・クヴェルンハイム | 1,613                       | 1.61       | 1,002               |
| Südlengern         | ジュートレンゲルン             | 3,045                       | 3.43       | 887                 |
| 計                 | 計                             | 16,539                      | 33.78      | 490                 |

### 気候
この地方で支配的な気候は大西洋の海洋性気候である。直線距離で約 10 km 離れたヘルフォルトにおける長期平均気象データ（1971年 – 2000年）を以下の表に示す。
| ヘルフォルト（1971年- 2000年の平均値）の気候 | ヘルフォルト（1971年- 2000年の平均値）の気候 | ヘルフォルト（1971年- 2000年の平均値）の気候 | ヘルフォルト（1971年- 2000年の平均値）の気候 | ヘルフォルト（1971年- 2000年の平均値）の気候 | ヘルフォルト（1971年- 2000年の平均値）の気候 | ヘルフォルト（1971年- 2000年の平均値）の気候 | ヘルフォルト（1971年- 2000年の平均値）の気候 | ヘルフォルト（1971年- 2000年の平均値）の気候 | ヘルフォルト（1971年- 2000年の平均値）の気候 | ヘルフォルト（1971年- 2000年の平均値）の気候 | ヘルフォルト（1971年- 2000年の平均値）の気候 | ヘルフォルト（1971年- 2000年の平均値）の気候 | ヘルフォルト（1971年- 2000年の平均値）の気候 |
| 月                                           | 1月                                          | 2月                                          | 3月                                          | 4月                                          | 5月                                          | 6月                                          | 7月                                          | 8月                                          | 9月                                          | 10月                                         | 11月                                         | 12月                                         | 年                                           |
| -------------------------------------------- | -------------------------------------------- | -------------------------------------------- | -------------------------------------------- | -------------------------------------------- | -------------------------------------------- | -------------------------------------------- | -------------------------------------------- | -------------------------------------------- | -------------------------------------------- | -------------------------------------------- | -------------------------------------------- | -------------------------------------------- | -------------------------------------------- |
| 日平均気温 °C （°F）                         | 1.9 (35.4)                                   | 2.4 (36.3)                                   | 5.4 (41.7)                                   | 8.8 (47.8)                                   | 13.4 (56.1)                                  | 15.9 (60.6)                                  | 18.0 (64.4)                                  | 17.7 (63.9)                                  | 14.0 (57.2)                                  | 9.9 (49.8)                                   | 5.5 (41.9)                                   | 3.2 (37.8)                                   | 9.7 (49.5)                                   |
| 降水量 mm （inch）                           | 77.0 (3.031)                                 | 53.0 (2.087)                                 | 68.0 (2.677)                                 | 53.0 (2.087)                                 | 67.0 (2.638)                                 | 81.0 (3.189)                                 | 68.0 (2.677)                                 | 70.0 (2.756)                                 | 75.0 (2.953)                                 | 64.0 (2.52)                                  | 67.0 (2.638)                                 | 84.0 (3.307)                                 | 827.0 (32.559)                               |
| 平均月間日照時間                             | 50.0                                         | 76.0                                         | 106.0                                        | 158.0                                        | 212.0                                        | 193.0                                        | 203.0                                        | 204.0                                        | 134.0                                        | 106.0                                        | 55.0                                         | 38.0                                         | 1,533.5                                      |
| 出典：ドイツ気象庁 (DWD) Herford:            |                                              |                                              |                                              |                                              |                                              |                                              |                                              |                                              |                                              |                                              |                                              |                                              |                                              |

ヘルフォルトはキルヒレンゲルンと同程度の高度に位置し、自然環境も類似しているため、キルヒレンゲルンの気象データはヘルフォルトの長期平均データと大きな違いはない。

## 歴史

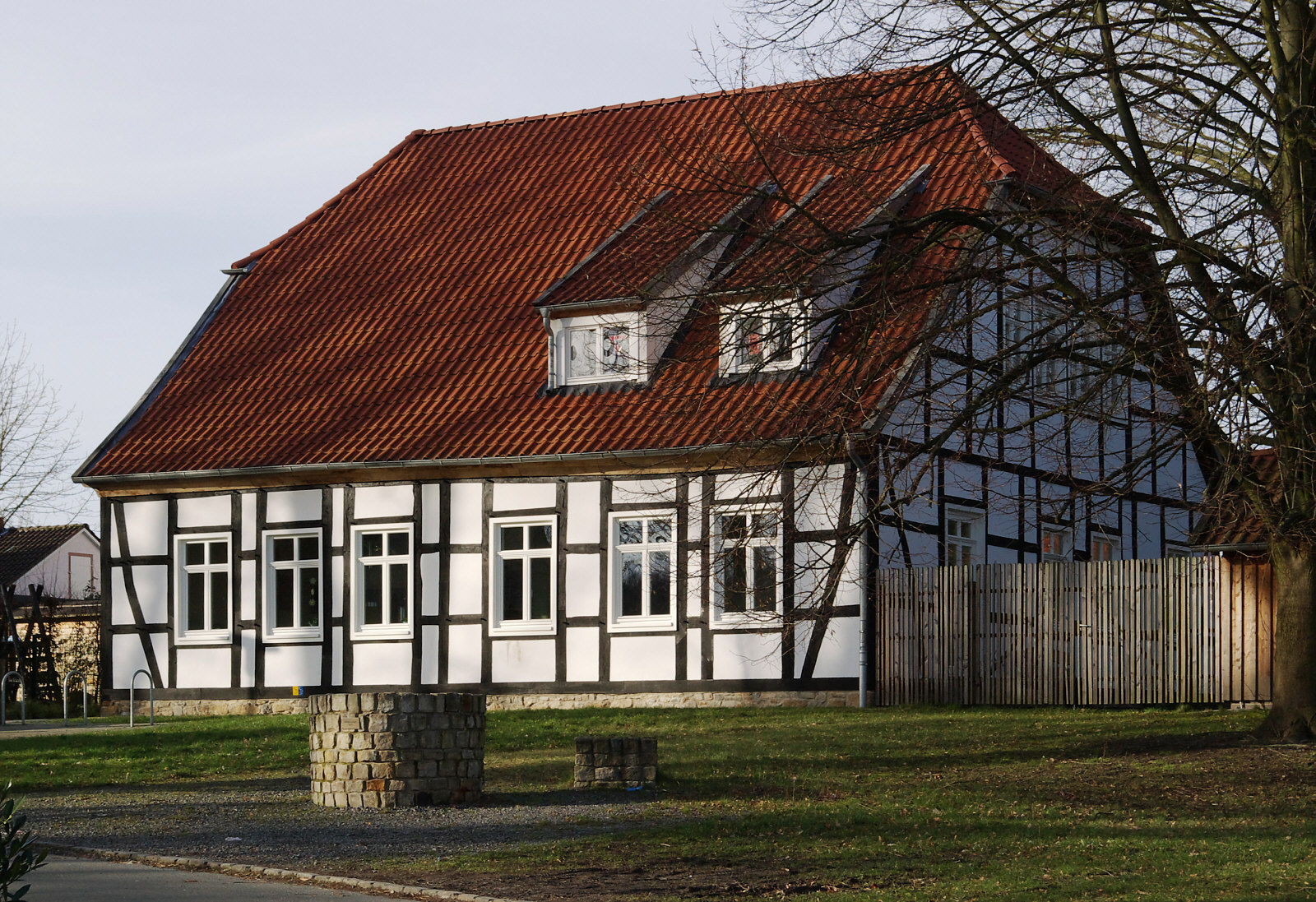
旧クヴェルンハイム修道院の付属建造物

9世紀以前にはすでに最初の入植地が設けられていた。エルゼ川沿いの古い入植地にはザクセン人のエンゲルン族が住んでいた。その後、この地域は800年頃にカール大帝麾下のフランク人によってキリスト教化され、征服された。12世紀以降、現在のキルヒレンゲルンに関する最初の記録が遺されている。おそらく1147年にオスナブリュック司教フィリップ・フォン・カッツェンエルンボーゲンが、アウグスチノ会女子修道院としてクヴェルンハイム修道院を設立した。このバシリカ教会（修道院教会）は 12世紀にまで遡るが、何度も改築されており、その敷地にはそれ以前にも宗教建築があったと推定されている。このシュティフト・クヴェルンハイム地区がキルヒレンゲルン最初の固定化された集落であったと推測されている。ヘーファー地区（Hevere と表記）、キルヒレンゲルン地区（Linegaron と表記）、クヴェルンハイム地区（Quermemと表記）は 1150年頃の、ジュートレンゲルンは1151年の、レーマーローは 12世紀のヘルフォルト修道院の徴税簿に記録されている。クロスターバウエルシャフトはクヴェルンハイム修道院周辺の農村として発展していった。しかし、この集落名は、おそらく 18世紀になって初めて現れたものである。宗教改革に伴って、クヴェルンハイム修道院は、1532年に在俗の女子宗教組織に変化した。1648年のヴェストファーレン条約に基づき、この地域はミンデン侯領（エルゼ川の北側地区）とブランデンブルク＝プロイセンのラーフェンスベルク伯領（エルゼ川の南側地区）に属すこととなった。1807年から 1810年までこの地域はナポレオン支配下のヴェストファーレン王国領となった。1811年から1813年までは、現在の町域全域がフランス領に併合された。1813年（公式には 1815年）にこの地域は再びプロイセン領となった。1810年12月1日に貴族によるクヴェルンハイム女子教団は廃止され、その所領は 1815年にプロイセンの所有となり、1832年まで国有地として運営された。1816年に設けられたクヴェルンハイムの地方裁判所は、1832年にビュンデに移転した。1860年に村長のヴィルヘルム・バックマイスターは、荘園や騎士領に属していた教団の土地を売却するために分割を始めた。これにより、1860年以降新しい入植者によって教団の荘園農場に、小さな住居群と小さな農地を含む面積 161 ha のシュティフト・クヴェルンハイム村が形成された。
19世紀中頃に機械織機の隆盛に伴って、リンネル織りの純粋な手工業は衰退し、さらに1847年から1850年に凶作に見舞われた。経済の好転はヘルフォルトからキルヒレンゲルンを通ってリュベッケへ至る道路（現在の連邦道 B239号線）の開通とレーネからオスナブリュック方面へ向かう鉄道（ハノーファー西鉄道、1855年完成）の建設によってもたらされた。1855年に駅が設けられキルヒレンゲルンからこの鉄道を利用できるようになった。1904年以降、ここからヘルフォルトやビーレフェルトを経由するハム – ミンデン線に接続する支線も設けられた。また、1897年から1937年までの間、キルヒレンゲルンは、主に鉱石の運搬に利用されており、乗客も乗せたオーバーリュッベ行きの軽便鉄道の終着駅であった（ヴァリュッカー・ヴィレム）。
キルヒレンゲルンは、1843年から 1918年までアムツベツィルク・ゴーフェルト＝メンニヒヒュッフェンに属した。1919年に現在の自治体の原型であるアムト・キルヒレンゲルンが創設された。1929年にそれまで独立していたグーツベツィルク・オーベルンベーメとグーツベツィルク・シュタインラッケ（旧アムツベツィルク・ヘルフォルトとアムツベツィルク・ビュンデ）が廃止され、アムツベツィルク・キルヒレンゲルンに統合された。

### 市町村合併
ノルトライン＝ヴェストファーレン州の自治体新設に伴って、1969年1月1日に、アムト・キルヒレンゲルン（ヘーファー、キルヒレンゲルン、クロスターバウエルシャフト、クヴェルンハイム、レーマーロー、シュティフト・クヴェルンハイム）とジュートレンゲルン＝ドルフにシュプラドウのわずかな一部を加えて、自治体キルヒレンゲルンが創設された。

## 住民

### 宗教
住民は多くがプロテスタントの信者である (63.9 %)。それ以外では、8.85 % がカトリック、27.2 % がその他の宗教の信者または無信仰者である。
- 福音主義教会団体 EKvWは、ハーゲドルン福音主義教会、キルヒレンゲルン福音主義ルター派教会、シュティフト・クヴェルンハイム福音主義ルター派教会、およびジュートレンゲルンを対象としたビュンデ福音主義ルター派リディア教会がある。
- 福音主義自由教会としては、キルヒレンゲルン福音主義自由教会がある。
- ローマ・カトリック教会には、ビュンダーラント司牧会に属す、シュティフト・クヴェルンハイムの聖カニジウス＝聖クサフェリウス教会とキルヒレンゲルンの聖マリエン教会がある。後にパーダーボルン大司教区の司教となったマティアス・ケーニヒはここで神父を務めていた。
- その他の新宗教としては、ノルトライン＝ヴェストファーレン州の新使徒派教会、エホバの証人とその分派として設立されたフライエ・ビーベルフォルシャー・キルヒレンゲルンの王国ホールがある。

### 人口推移
1970年以降の人口推移を以下の表に示す。
| 日付         | 人口（人） |
| ------------ | ---------- |
| 1970年1月1日 | 13,904     |
| 1975年1月1日 | 14,562     |
| 1980年1月1日 | 14,511     |
| 1985年1月1日 | 14,354     |
| 1990年1月1日 | 14,714     |
| 1995年1月1日 | 15,443     |
| 2000年1月1日 | 16,070     |
| 2005年1月1日 | 16,492     |
| 2010年1月1日 | 16,195     |
| 2012年1月1日 | 15,996     |

## 行政

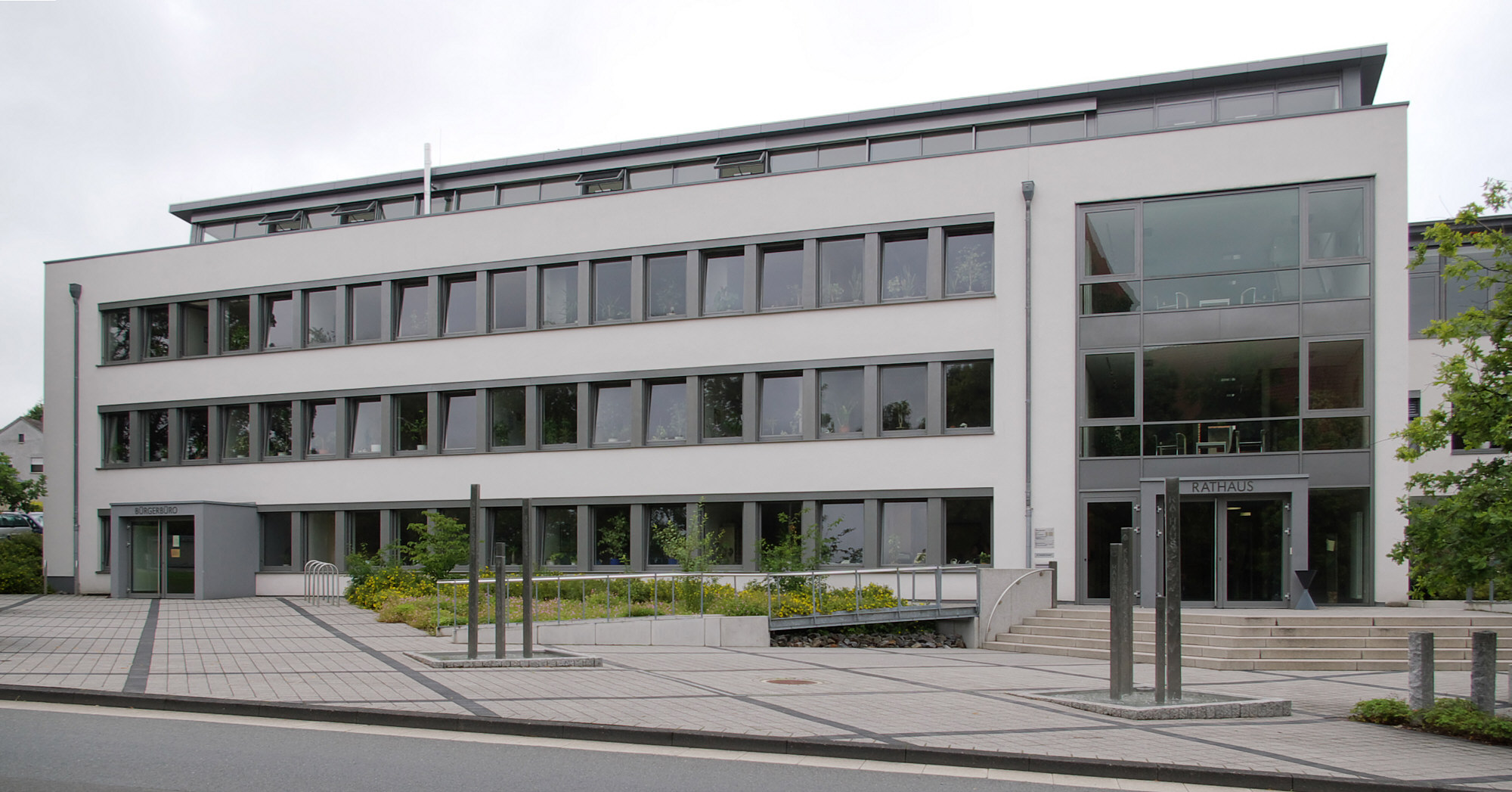
キルヒレンゲルンの町役場

キルヒレンゲルンはヘルフォルト郡に属す町村である。郡庁所在地はヘルフォルトである。キルヒレンゲルンの町長は1999年から直接選挙で選出される。この他、34議席からなる町議会がある。

### 首長
キルヒレンゲルンの町長は、2004年9月26日の直接選挙で 56.17 % の票を獲得したリューディガー・マイアー (CDU) である。彼は2009年8月30日の選挙で 60.30 % の票を得て再選されている。彼の前任者はヴェルナー・ヘルムケ (SPD) で、1999年に決選投票で 58.7 % の票を得て当選した。

### 紋章
キルヒレンゲルン町は、1972年2月15日にデトモルト行政管区長官の文書により、紋章を使用する権利を授与された。紋章は赤字と銀地に上下二分割。上部は一つの枝についた三つのドングリの実。下部は一本の赤い横帯。上部の、ミンデンの赤字に銀色の三つのドングリの実はかつてのクヴェルンハイムの経済連盟のマークを示している。その境界線は、シュプラドウを除けば、同じ紋章を使用していた旧アムト・キルヒレンゲルンの境界に事実上一致する。赤はミンデン侯領の色である。銀色は、歴史的にも、隣接する地理的にも関係が深いラーフェンスベルク伯の色である。ラーフェンスベルク伯領とミンデン侯領は、1719年以降は、ブランデンブルク＝プロイセンで一つの行政単位を形成し、ヴィテキントクライス・ヘルフォルト郡に属した。
キルヒレンゲルン町は、1972年2月15日にデトモルト行政管区長官の文書により、旗と幟とを使用する権利も授与された。これらは長軸に沿って赤と白のストライプ模様である。

### 姉妹自治体
- テンネスベルク（ドイツ、バイエルン州）1982年

## 文化と見所

### 演劇
キルヒレンゲルンには劇場がない。村の映画館「リヒトブリック」は、2.5 × 6 m しかないが、メインストリート沿いの優れた映画館である。観客は希望すればプログラムの決定に参加することができる。

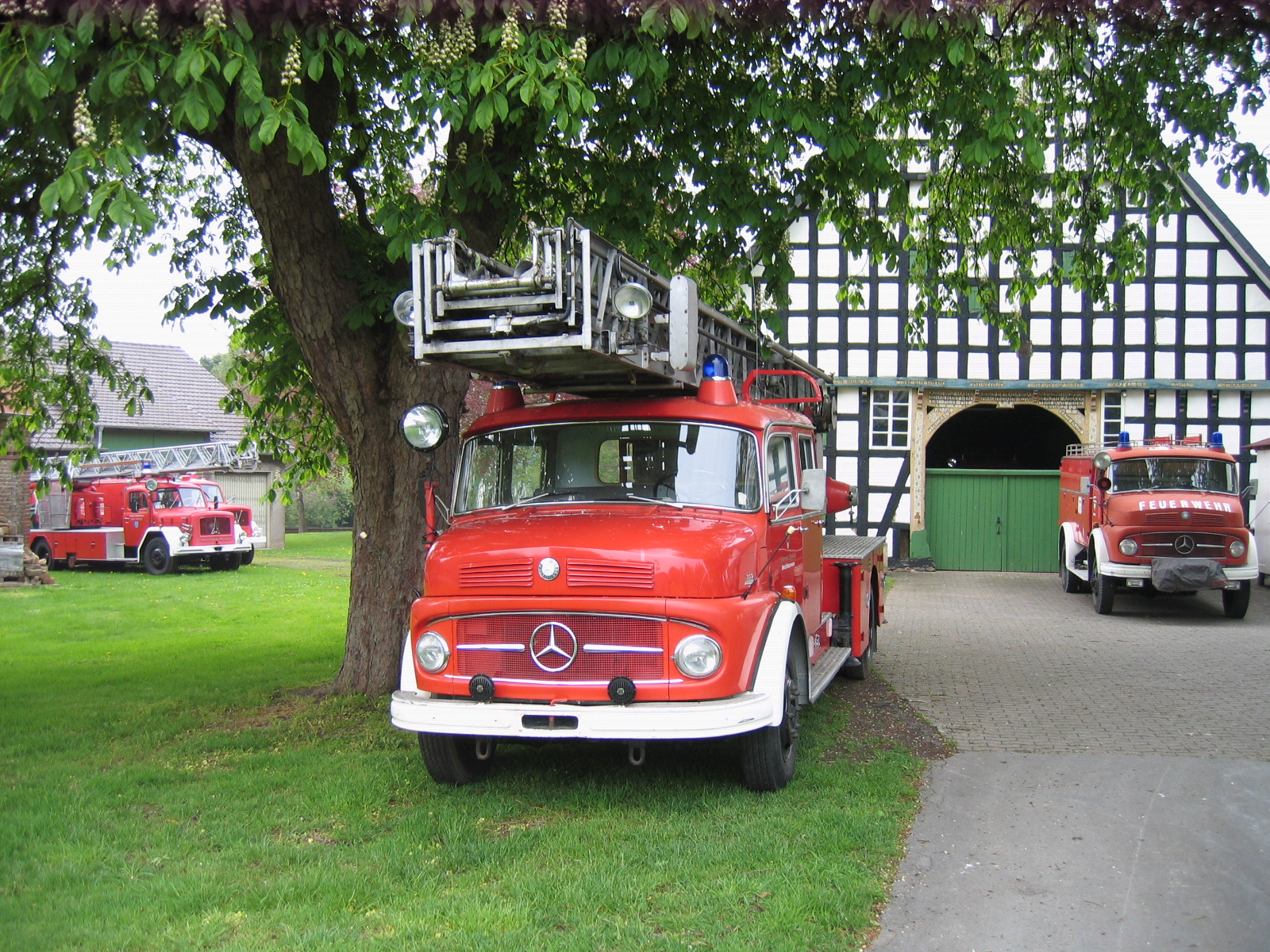
ヘーファーの消防博物館に展示されている消防車輌

### 博物館
ヘーファー地区の消防博物館は、100 m2 の展示スペースに歴史的な消防士のユニフォーム、消防器具、消防車が展示されている。救命部門、ユニフォーム部門、賞と栄誉部門、給水部門、モータリゼーション部門と明確に分けて展示されている。展示のハイライトは動態保存されている緊急車両のコレクションである。18世紀の農家を改造したこの消防博物館は、各月最初と最後の日曜日に開館している。バウエルンバート・レーマーローは、1883年建造の歴史的な浴場兼宿泊所である。当時ここは、地元住民の公衆浴場として使われていた。多くの場合、入浴は週末になされたので、その間は「健康によい」浴場付属施設をもつ鉱泉が営業していた。この浴場は1973年まで営業していた。1996年から2002年までの間に改修され、これ以後は博物館として見学者に公開されている。

### 音楽
ジュートレンゲルンには、キリスト教系音楽組織「テン・シング」の地区グループがある。この他に、たとえば、ゴスペル＝コール・キルヒレンゲルン、キルヒレンゲルン福音主義教会合唱団、男声合唱団 MGV 1898 シュティフト・クヴェルンハイム、CVJMキルヒレンゲルンのブラス・アンサンブルなどがある。町役場の近くにある旧基礎課程学校の建物にはキルヒレンゲルン音楽学校が入居している。

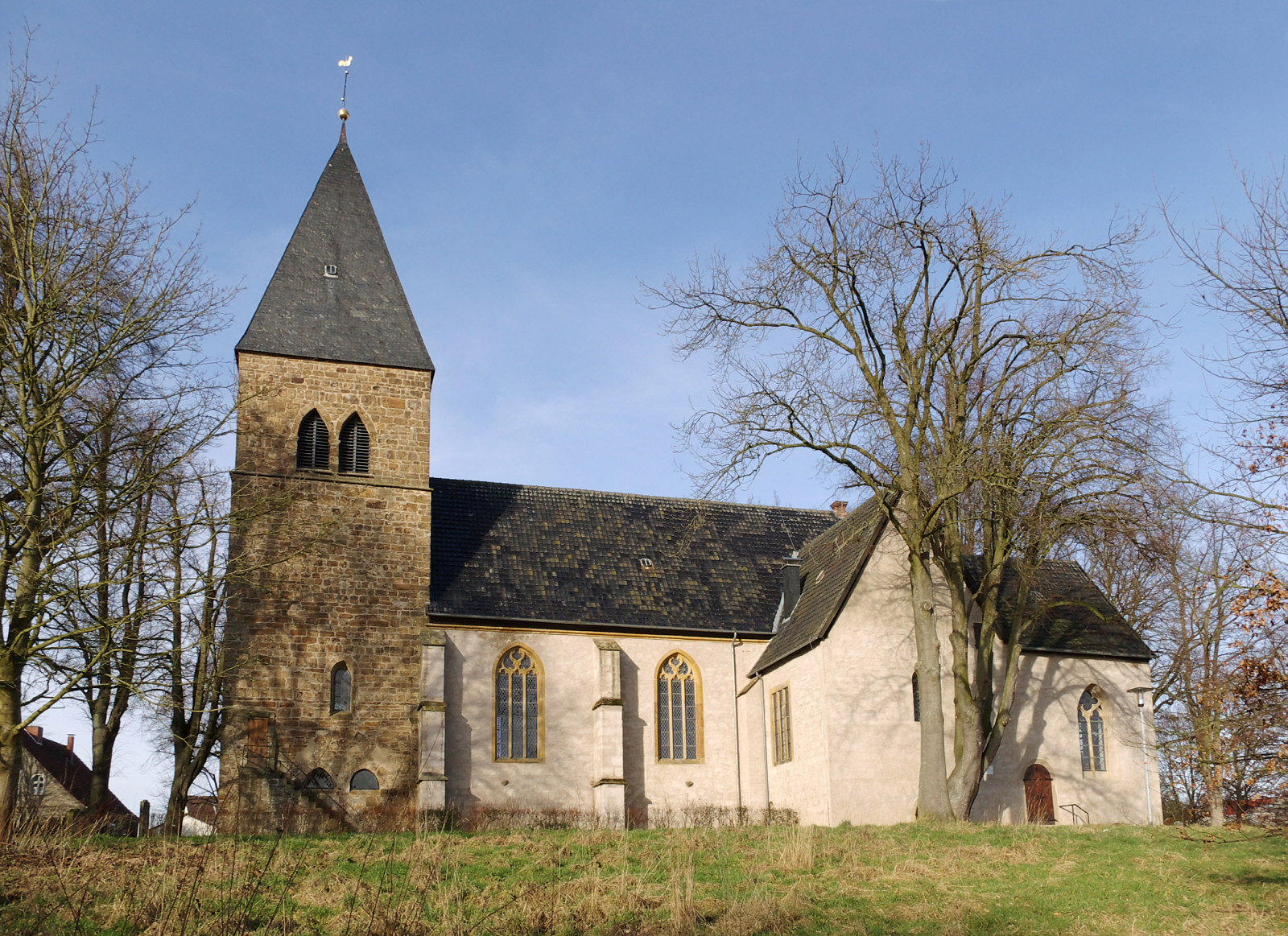
クヴェルンハイム修道院教会

### 建造物
キルヒレンゲルンには保護文化財リストに登録されている建造物が合計 35件ある。

#### 修道院教会
シュティフト・クヴェルンハイムの修道院教会は、中核部が12世紀にロマネスク様式で建設された。16世紀に北側に後期ゴシック様式の中廊が増築され、新たなヴォールトが設けられた。かつての修道院と女子宗教教団がキルヒレンゲルンの萌芽である。1525年頃に制作された後期ゴシック様式の両開き祭壇は、大変に印象的である。

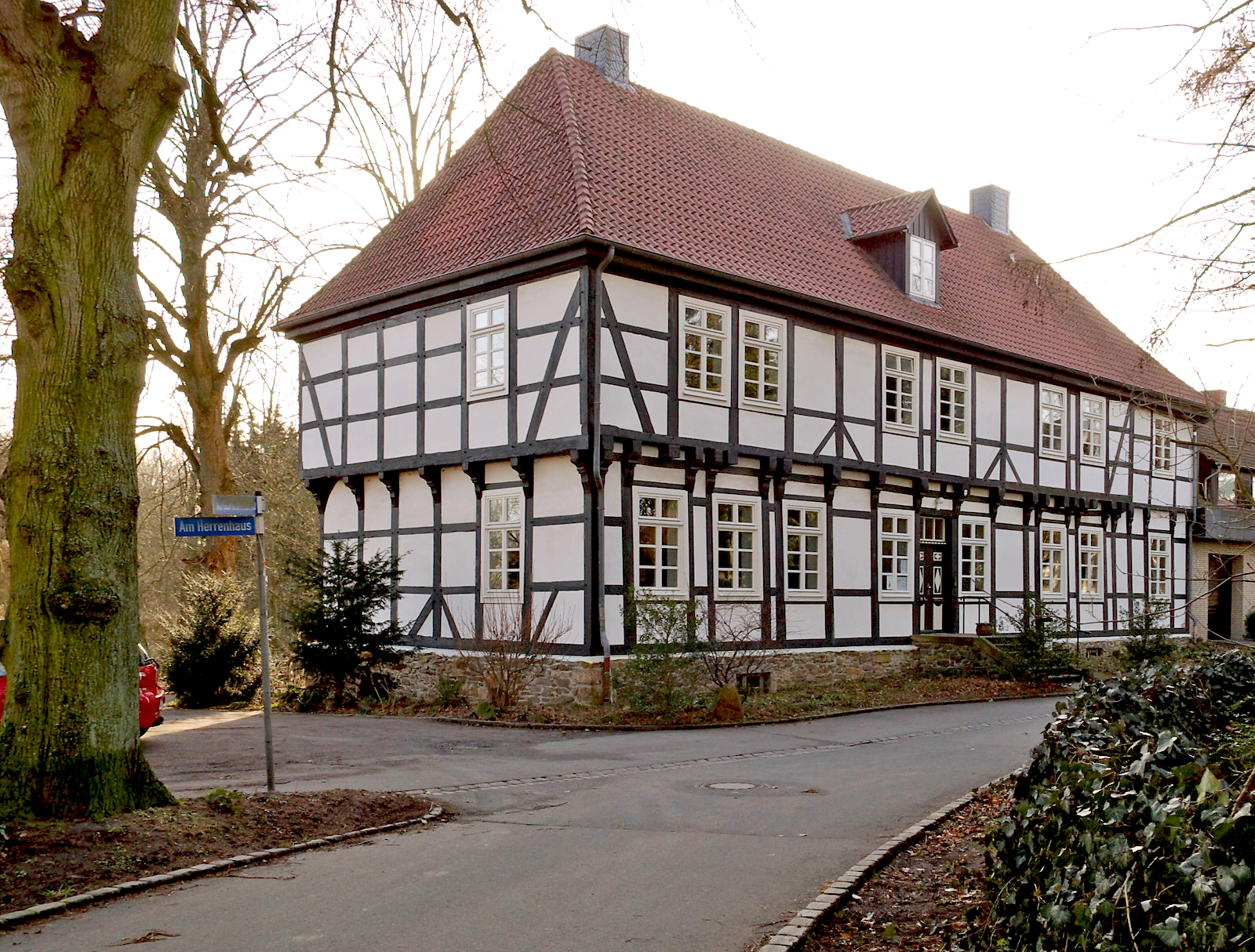
シュティフト・クヴェルンハイムの領主館

#### 領主館
修道院教会の隣に領主館とと呼ばれる1676年建造の女子修道院長館がある。この建物は元来、クヴェルンハイム女子修道院の約 30人の指導者の居館として建造された。この修道院は1810年に世俗化に伴い廃止され、プロイセンの国有財産とされた。プロイセンはこれを1832年にミンデンの政治家クンラート・デリウスに売却し、さらにデリウスは婿で退官した将軍のヴィルヘルム・バックマイスター・ツー・グラーペンシュタイン（1791年 – 1874年）にこれを譲渡した。彼は1861年までこの館に住み、1837年に約 6.5 m 拡張した。この館はバックマイスター家の財政不安のためにタバコ製造企業シュタインマイスター＆ヴェレンジーク社に売却された。この会社は館をさらに拡張し、タバコ工場に改築した。この工場は1971年まで利用され、1976年には解体寸前の状況となった。1993年からこの建物にはヘルフォルト郡のラーフェンスベルク生物学ステーションが入居している。歴史的な天井画を有する屋内では、1998年から結婚式も行われている。

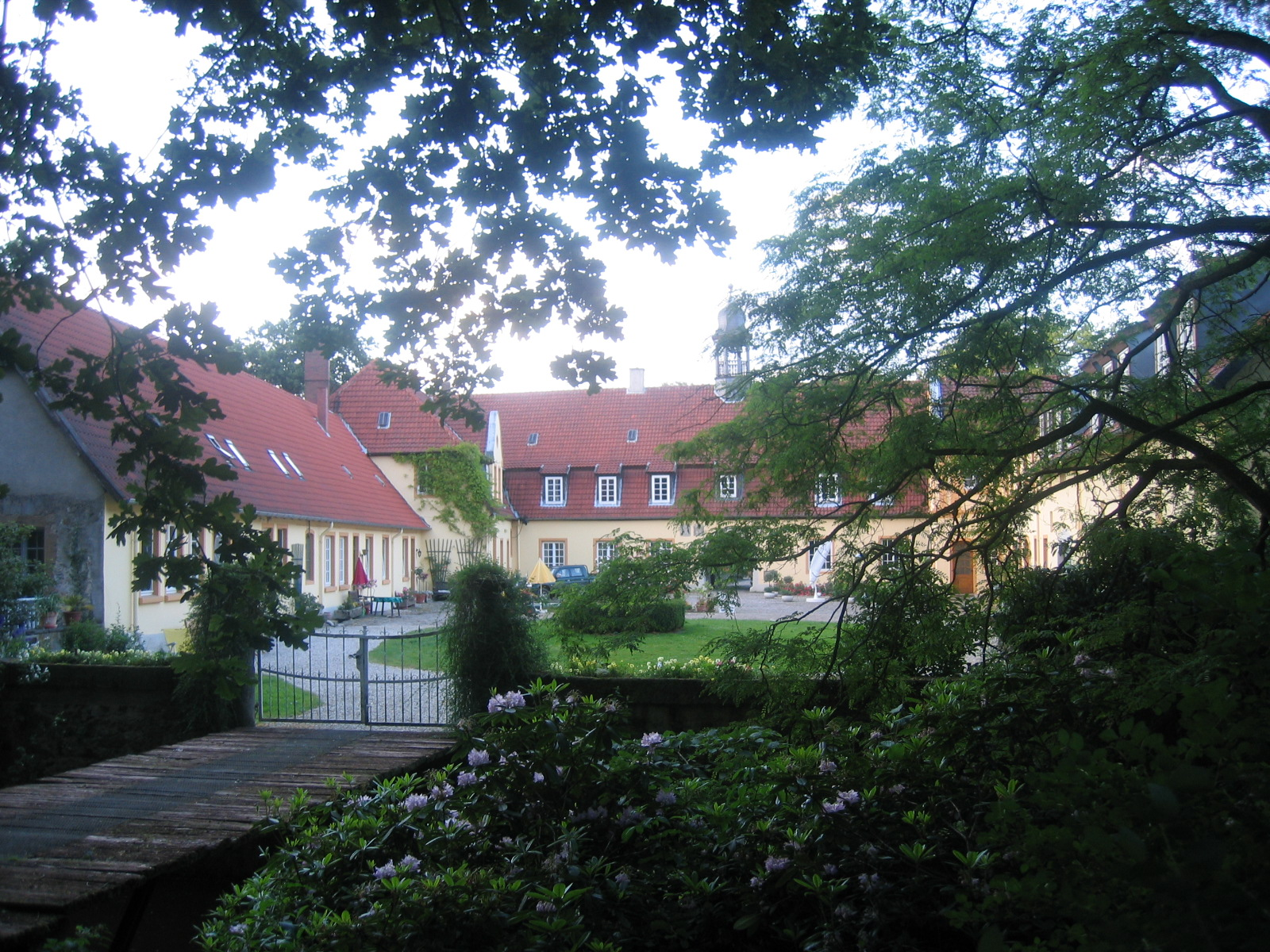
オーバーベーメ館

#### オーバーベーメ館とシュタインラーケ館
水城のオーバーベーメ館は、1450年に初めて記録されている。17世紀になるまでこの館はクヴェルンハイム家のものであった。1734年にフリードリヒ・フォン・デア・ホルスト・ツー・ハルデムはコルンベルク兄弟からこの館を入手した。このすぐ隣にニーダーベーメ館があった。この館は19世紀までクヴェルンハイム家の所有であった。レーネのウーレンブルク館もクヴェルンハイム家の所有であった。これが紛争の元となった。ホルスト男爵は、獲得してわずか1年後にニーダーベーメの領主権とオーバーベーメの建物をクヴェルンハイム家に譲渡して、シュタインラーケの地所に新しい館を建設した。オーバーベーメの権利はシュタインラーケに移り、建物が取り壊されたニーダーベーメの権利はオーバーベーメに引き継がれた。このため、シュタインラーケ館にはニーダーベーメ館の取り壊された資材が転用された。1735年にフリードリヒ・フォン・デア・ホルスト・ツー・ハルデムによって建設されたバロック様式のシュタインラーケ騎士館は、1789年以降ボリース家の所有となった。ユリウス・アウグスト・フォン・デア・ホルストが1789年にシュタインラーケをフランス・クリスティアン・フォン・ボリースに売却したのである。1803年にフィリップ・フォン・ボリースの所有となり、現在もその子孫が所有している。敷地は約 170 ha の広さがある。現在、シュタインラーケ騎士館の母家にはライナー・フォン・ボリース博士が住んでいる。彼は残りの地所を貸し出しており、一部は公園になっている。

#### 屑鉄男、オットー
「屑鉄男、オットー」 (Otto, der Schrottmann) という名で知られる像は、芸術作品であると同時にガソリンスタンドチェーンの広告でもある。この屑鉄で創られた高さ 10 m を超える目立つ人物の像は初めヒデンハウゼンにあり、その後キルヒレンゲルン＝ヘーファーに移された。2007年初めに暴風雨「キリル」がこの地を襲い、この像がある吹きさらしのヒュラー・ベルクは被害を受けた。この像は折れ曲がり、危うくガソリンスタンドに落下するところであった。

#### その他の建造物
- オスターマイアース邸は、キルヒレンゲルンの中央に位置する典型的なヴェストファーレン式の木組みホール建造物である。かつて農家だったオスターマイアース邸は一般に公開されており、文化交流センターとして利用されており、また町立図書館もここにある。
- ジュートレンゲルン地区のティーマイアー邸も同じくヴェストファーレン式ホール建築である。この建物は1605年に建造され、キルヒレンゲルン及びその周辺地域に現存する最も古い農家建築の一つである。
- ブラウゼミューレ（水車）は、エルゼ川の谷で最初の発電施設であり、ジュートレンゲルン地区およびキルヒレンゲルン地区に電力を供給していた。1872年にビュンデ＝フンネブロックのニーンブルガー・ミューレで生まれた水車技師のハインリヒ・シュールマンはライプツィヒの水車専門学校で発電用水車に関する知識を学んだ。1898年に父親の水車業を受け継いだハインリヒ・シュールマンは1902年にブラウゼミューレに初めて発電機を設置し、ここで結婚した。また、彼は炭素フィラメントランプの公開展示を行うため、ラーベ駅の客室にこれを取り付けた。最初の送電は、ブラウゼミューレからキルヒレンゲルンのハイネッケ・タバコ工場へなされた。その後、ヴェーマン製パン工場やキルヒホフ校長の発案でジュートレンゲルン＝ドルフの学校へ送電された。
- エルゼ川の谷に架かるコンクリート支柱のエルゼタール橋とアウトバーンの建設は、幼児向け教養番組「だいすき!マウス」の題材となった。隣接する発電所の屋上カメラが毎日の建設工事の様子を低速度撮影していた。

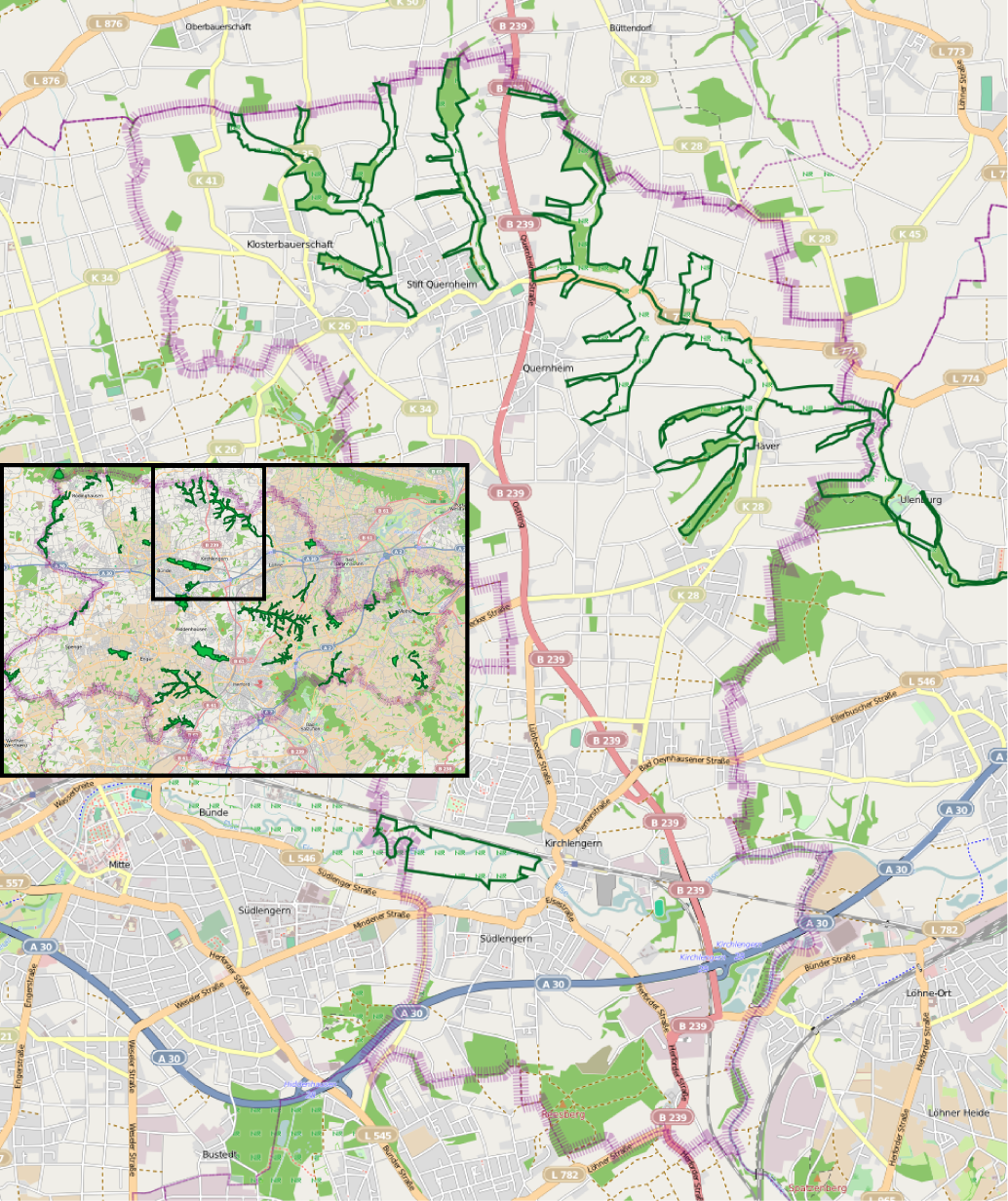
キルヒレンゲルンの自然保護区

### 公園と自然保護区
北部に、5-シュテルン＝ノルディック＝ウォーキング＝パークがある。ここには、4 km から 18 km の周回コースが設けられている。芝生の通りと単独の巨木を持ち、一般の立ち入りが制限された 4 ha の広さを持つ公園がシュタインラーケ騎士館に付随してある。この公園は19世紀の状態に保たれている。この公園には長さ 1.6 m のクジラの肋骨が置かれている。
キルヒレンゲルンには、レーマーロー＝メンニヒヒュッファー・ミューレンバッハ自然保護区と、エルゼアウエ自然保護区のそれぞれ一部があり。合わせて 240.1 ha が保護区にあたり、これは町域全体の 7.13 % に相当する。

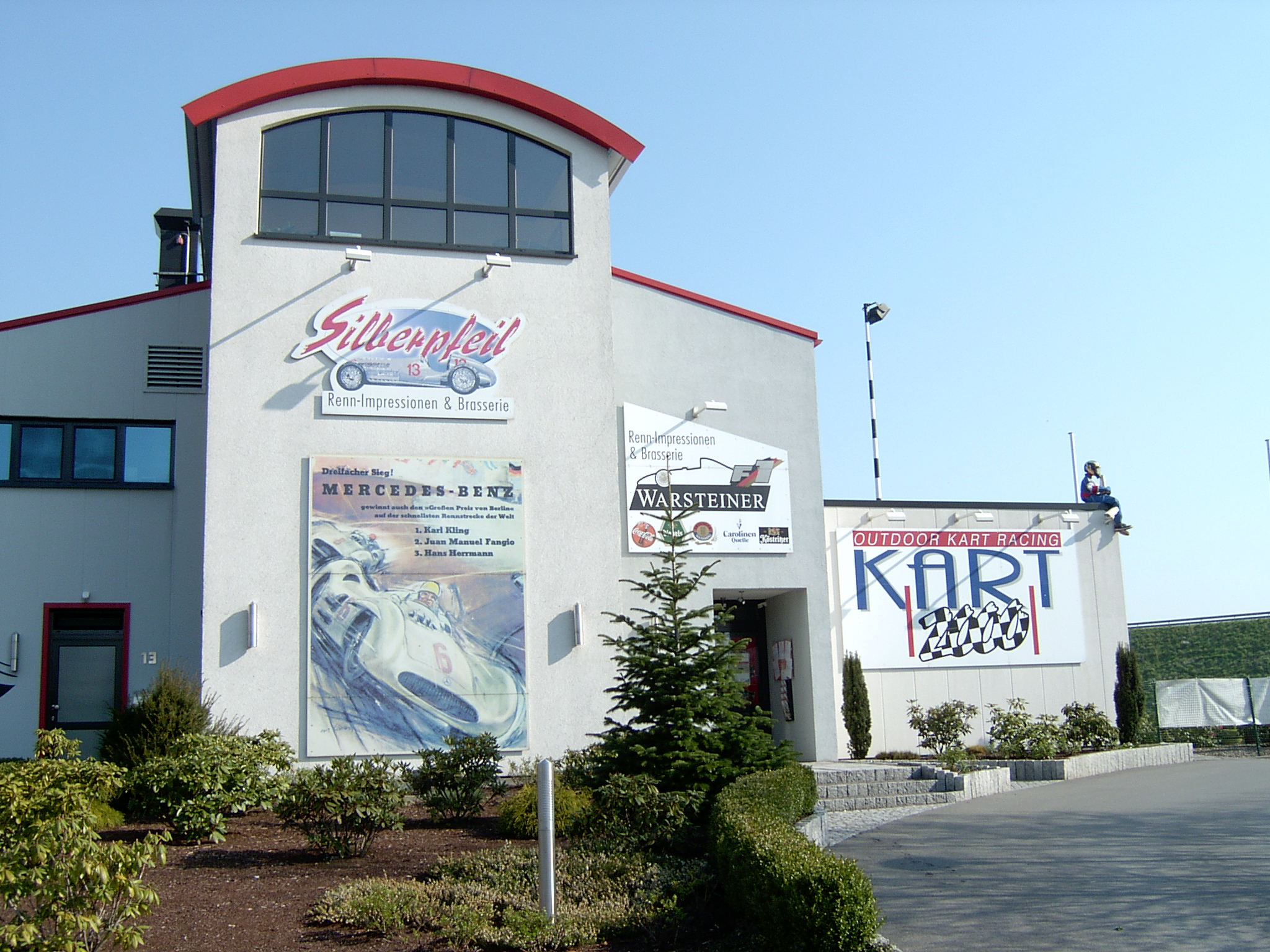
カートバーン・キルヒレンゲルン

### スポーツ
スポーツクラブには、種々のスポーツ種目を有する TV ヘーファー、テニスクラブの TSG－キルヒレンゲルン、フェンシングクラブのクヴェルンハイマー FC、チェスクラブの SGEM キルヒレンゲルン、サッカークラブの VfLクロスターバウエルシャフト、BV 21 シュティフト・クヴェルンハイムおよびロート＝ヴァイス・キルヒレンゲルンなどがある。会員数合計 5,100人となる 26 のクラブが、キルヒレンゲルンの町のスポーツ連盟に加盟している。カートバーン・キルヒレンゲルンでは、610 m のコースでモータースポーツが行われている。最大の体育館は、総合学校前の、500席の観客席を有する3階建ての体育館とクヴェルンハイムの体育館である。
この他に、シュティフト・クヴェルンハイム地区フリーデンスタールの人工芝グランドをはじめ5つのスポーツ広場がある。

#### プール
キルヒレンゲルン唯一のスイミングプールが屋内・屋外プール「アクア・ファン」である。

### 年中行事
- ジュートレンゲルンの消防祭
- キルヒレンゲルン夏祭
- クロスターバウエルシャフト / シュティフト・クヴェルンハイムの冬の舞踏会
- 2月第1土曜日にクヴェルンハイムの体育館で開催されるスポーツマン舞踏会
- シュティフト・クヴェルンハイムの旅館「マイヤー・ツヴォー」で開催される5月の舞踏会
- 5月1日ジュートレンゲルンに立てられるマイバウム
- 第1アドヴェントにジュートレンゲルンに立てられるタンネンバウム
- 12月の第1木曜日と金曜日に修道院教会で開催されるクリスマスマーケット
- 第2アドヴェントのキルヒレンゲルンのクリスマスマーケット

### 名物料理
食肉加工業者シュペンゲマンは、名物料理としてラーフェンスベルガー風焼きソーセージを作っている。このラーフェンスベルク地方の名物料理は新鮮な状態、すなわち下茹でせずに販売される。極めて薄い羊の腸に詰められており、スパイスを大量に含んだ強い風味を持つ。

## 経済と社会資本

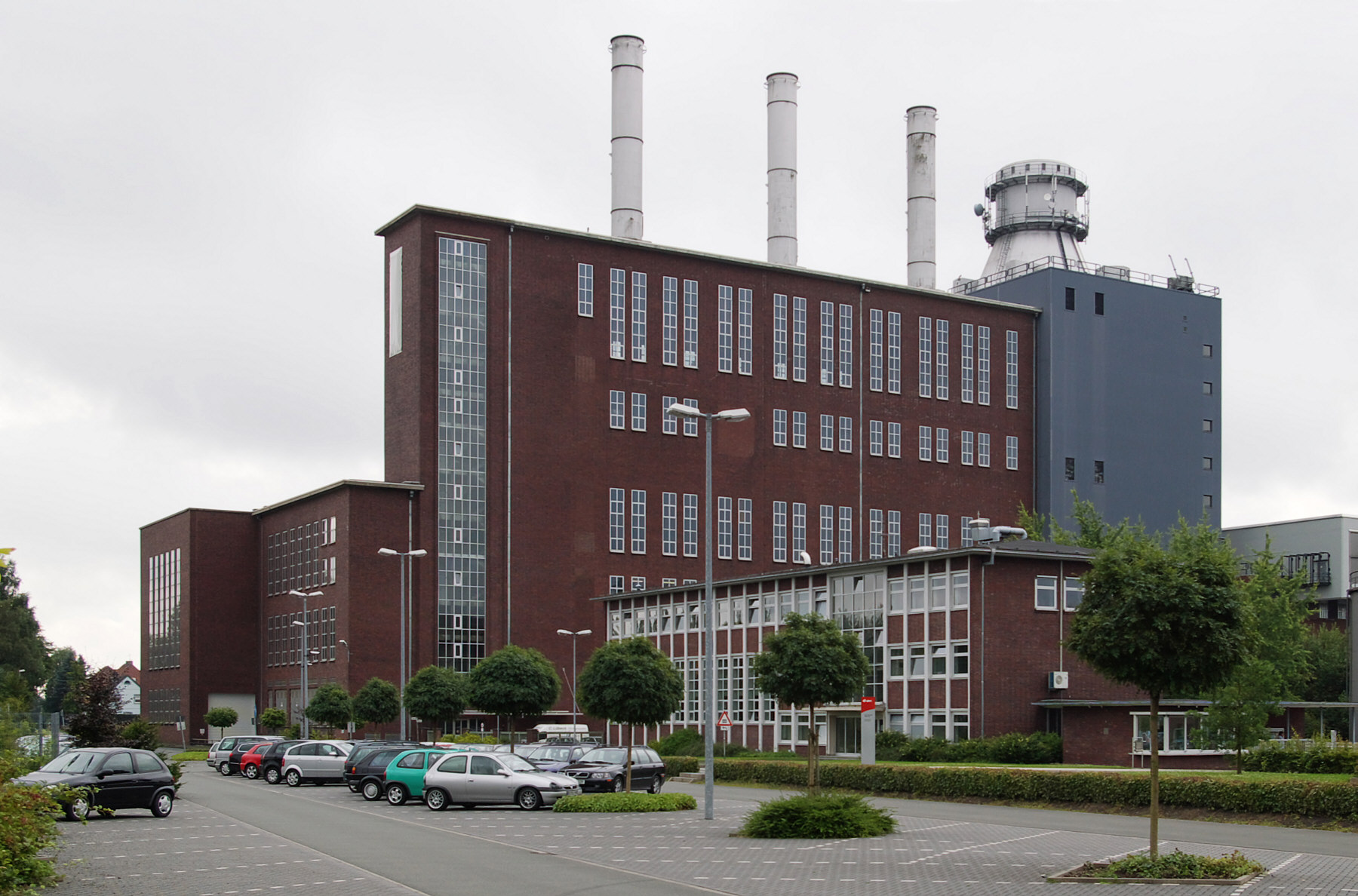
キルヒレンゲルン発電所

### 地元企業
キルヒレンゲルンには様々な業種の企業がある。金属加工業、木工業、ガラス加工業、採掘技術、包装業、家具製造業、ハイテク企業、グラフィック企業の業者がある。キルヒレンゲルンには 5,164人の社会保険支払い義務のある労働者のための職場がある（2006年6月30日現在）。大手の雇用主にヘッティヒ社がある。キルヒレンゲルンに本社を構えるヘッティヒ企業グループは家具分野の下請け業者・サービス業者であり、5,200人の従業員を擁しているが、もちろんその全部がキルヒレンゲルンで働いているわけではない。さらにミンデン＝ラーフェンスベルク電力も特筆すべきである。キルヒレンゲルン駅の近くにあるこの企業はキルヒレンゲルン発電所を運営しており、e.on ヴェストファーレン・ヴェーザー AGの関連会社である。150人の従業員がいるデヴェルト社は介護、病院、家具分野の電子駆動システムを生産している。2011年12月現在ドイツ全土のデータ処理専門企業 約200社が加盟しているマーケティング・購買連盟エメンドーはキルヒレンゲルンに本社を置いている。メンケ社はヘルフォルト郡に多くある家具製造業者の一つである。大型食肉加工業者シュペンゲマンは、特にヴェストファーレン風の焼きソーセージで有名である。
キルヒレンゲルンにはこの他に、家具販売店メーベル・ハインリヒの支店がある。キルヒレンゲルンの支店の売り場面積は、20,000 m2 にまで拡張されている。

### 交通

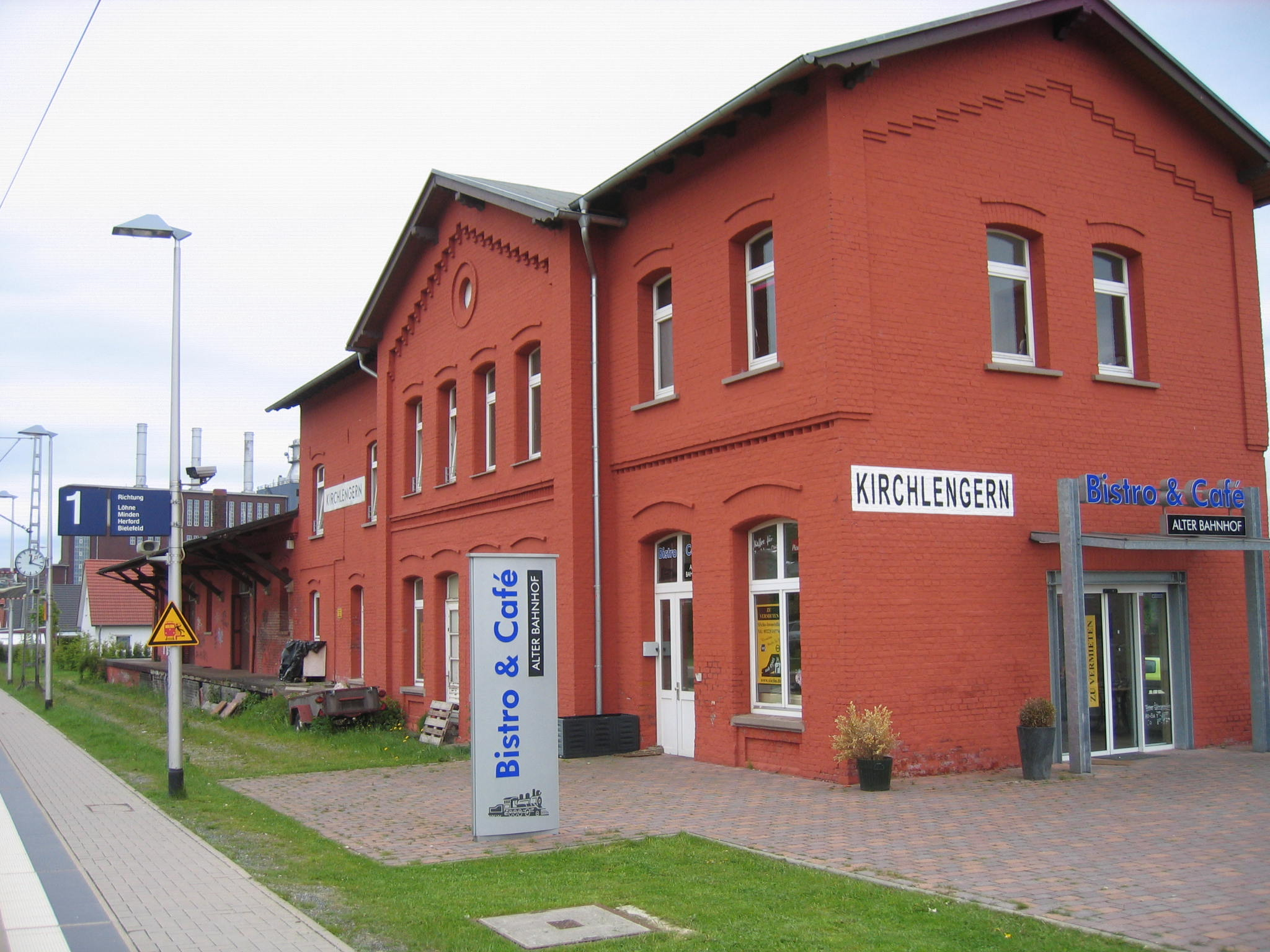
キルヒレンゲルン駅

#### 鉄道とバス
キルヒレンゲルン駅は、ここから 4 km の地点でハム – ミンデン線から分岐したレーネ – ライネ線の駅である。この駅のプラットホームへは階段なしで行くことができる。以下の路線が旅客運行している。
- RE 60「エムス＝ライネ・エクスプレス」ライネ – オスナブリュック – キルヒレンゲルン – レーネ (ヴェストファーレン) – ミンデン – ハノーファー – ブラウンシュヴァイク
- RB 61「ヴィーエンゲビルク鉄道」バート・ベントハイム – ライネ – オスナブリュック – キルヒレンゲルン – ヘルフォルト – ビーレフェルト
- RB 71「ラーフェンスベルク鉄道」ラーデン – ビュンデ – キルヒレンゲルン – ヘルフォルト – ビーレフェルト
- RB 77「ヴェーザー鉄道」（ビュンデ – キルヒレンゲルン） – レーネ – ハーメルン – ヒルデスハイム

町内地区間は、地区バス路線（環状線）が利用できる。地方バスはヘルフォルトおよびビュンデ行きが運行している。レーネへはオンデマンドバスで行くことができる。
キルヒレンゲルンは、運賃連合「デア・ゼクサー」（OWL 交通 GmbH）に加盟している。

#### 道路
リュベッケとヘルフォルトとの間を結び、アウトバーン A30号線とインターチェンジを形成する連邦道 B239号線によって、キルヒレンゲルンは広域道路網と接続している。

#### 自転車交通
エルゼ＝ヴェレ自転車道（バート・エーンハウゼンのヴェレ川分岐点から全町 54.5 km）やヴェーザー＝リッペ自転車道（ブレーメンからパーダーボルンまで 350 km）などの自転車道が町内を通っている。これらの自転車道網には標識が整備されている。

### メディア
日刊紙では、ノイエ・ヴェストフェーリシェとヴェストファーレン＝ブラットにキルヒレンゲルン向けの地方面がある。ローカルラジオ局のラジオ・ヘルフォルトはキルヒレンゲルンでは 94.9 MHz で放送されている。

### 公共機関

#### 町立図書館
木組み建築のオスターマイアー館には、ビデオ、DVD、CDを含め 16,000点のメディアを収蔵する町立図書館が入居している。

#### アクア・ファン
レジャープール「アクア・ファン」には、屋内・屋外プール、日光浴スペース、ホイールプール、ウォータースライダー、飛び込み用プール、サウナ施設などがある。

#### ヘルフォルト道路交通局
ヘルフォルト郡庁舎最大の支庁舎である道路交通局が、キルヒレンゲルンにある。

### 教育
キルヒレンゲルンには、キルヒレンゲルン/ヘーファー、シュティフト・クヴェルンハイム、ジュートレンゲルンの3校の基礎課程学校がある。エーリヒ＝ケストナー総合学校は、ビュンデの総合学校の分校である。この学校のゼクンダシュトゥーフェ II（9年制ギムナジウムの最終3学年にあたる）はビュンデの校舎に合流する。この他に学習に重点を置いた特別支援学校（アルベルト＝シュヴァイツァー＝シューレ）、職業専門学校（ベルーフスビルドゥングス＝ツェントルム・メタル）、キルヒレンゲルン町立音楽学校やキルヒレンゲルン保健学校がある。

## 引用
1. ↑  Bevölkerung der Gemeinden Nordrhein-Westfalens am 31. Dezember 2023 – Fortschreibung des Bevölkerungsstandes auf Basis des Zensus vom 9. Mai 2011
2. ↑  ‘’Kommunalprofil Kirchlengern’’ノルトライン＝ヴェストファーレン州情報技術省（2013年12月7日 閲覧）
3. 1 2 3  Zahlen Daten Fakten、キルヒレンゲルンの公式ウェブサイト（2013年12月7日 閲覧）
4. ↑  気温
5. ↑  降水量
6. ↑  日照時間
7. ↑  Martin Bünermann: Die Gemeinden des ersten Neugliederungsprogramms in Nordrhein-Westfalen. Deutscher Gemeindeverlag, Köln 1970, p. 74.
8. ↑  Straßenverkehr in Kreis Herford